# Lac de la Galaube
Le lac de la Galaube est un lac de retenue sur la Rougeanne (aussi appelé « l'Alzeau »), situé à cheval dans le Tarn (Arfons) et l'Aude (Lacombe), en région Occitanie.

## Description
La construction d'un barrage sur la Rougeanne a été imaginée dès le XVIIIe siècle, pour améliorer l'alimentation en eau du canal du Midi. Pierre-Paul Riquet, le concepteur du canal, avait lui-même pensé à la construction d'une retenue d'eau afin de mieux alimenter son œuvre à travers la prise d'Alzeau. Cependant, il faut attendre 1985 et de graves pénuries d'eau, pour que le projet soit mis à l'étude. La construction est reconnue d'utilité publique et d'intérêt général par décret le 24 juin 1998, alors que le barrage de la Galaube en lui-même est construit de 1999 à 2001, à 720m d'altitude par « l'Institution interdépartementale pour l'aménagement hydraulique de la Montagne Noire  » (IIAHMN) créée en 1948 entre les départements de l'Aude, de la Haute Garonne et du Tarn,. Pour un prix de 100 millions de francs, il permet d'alimenter en eau potable plusieurs départements (Aude, Tarn, Haute-Garonne). Il permet de réguler le débit de la rigole de la montagne, et de transférer de l'eau à la retenue des Camazes,,.

Le barrage de la Galaube mesure 34.3 mètres de haut (digue-poids), pour une superficie de 65 hectares d'eau retenue, soit 8 millions de m3 d'eau. Il est construit en enrochements de micaschistes, il fait plus de 400 mètres de long

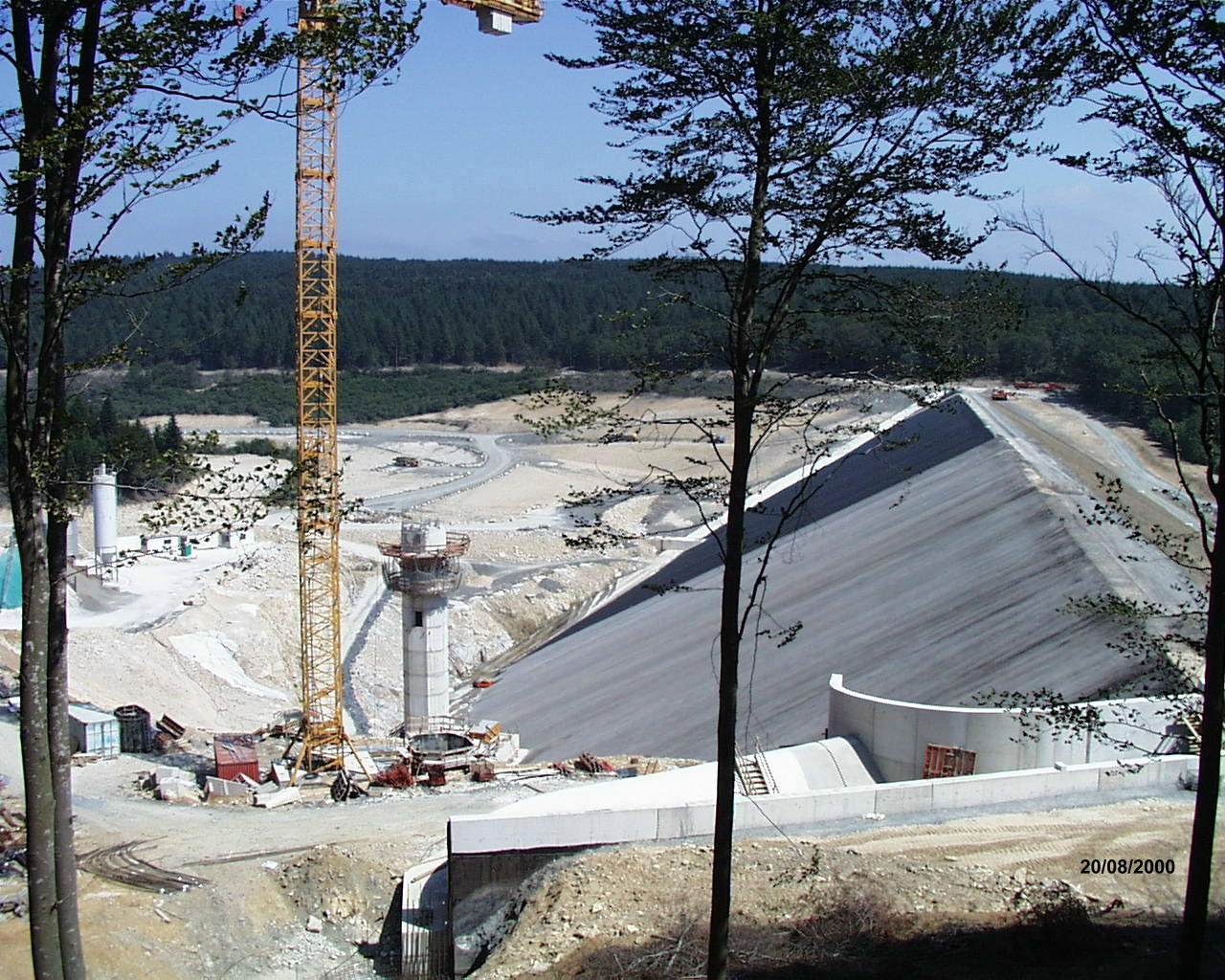
Le chantier en août 2000
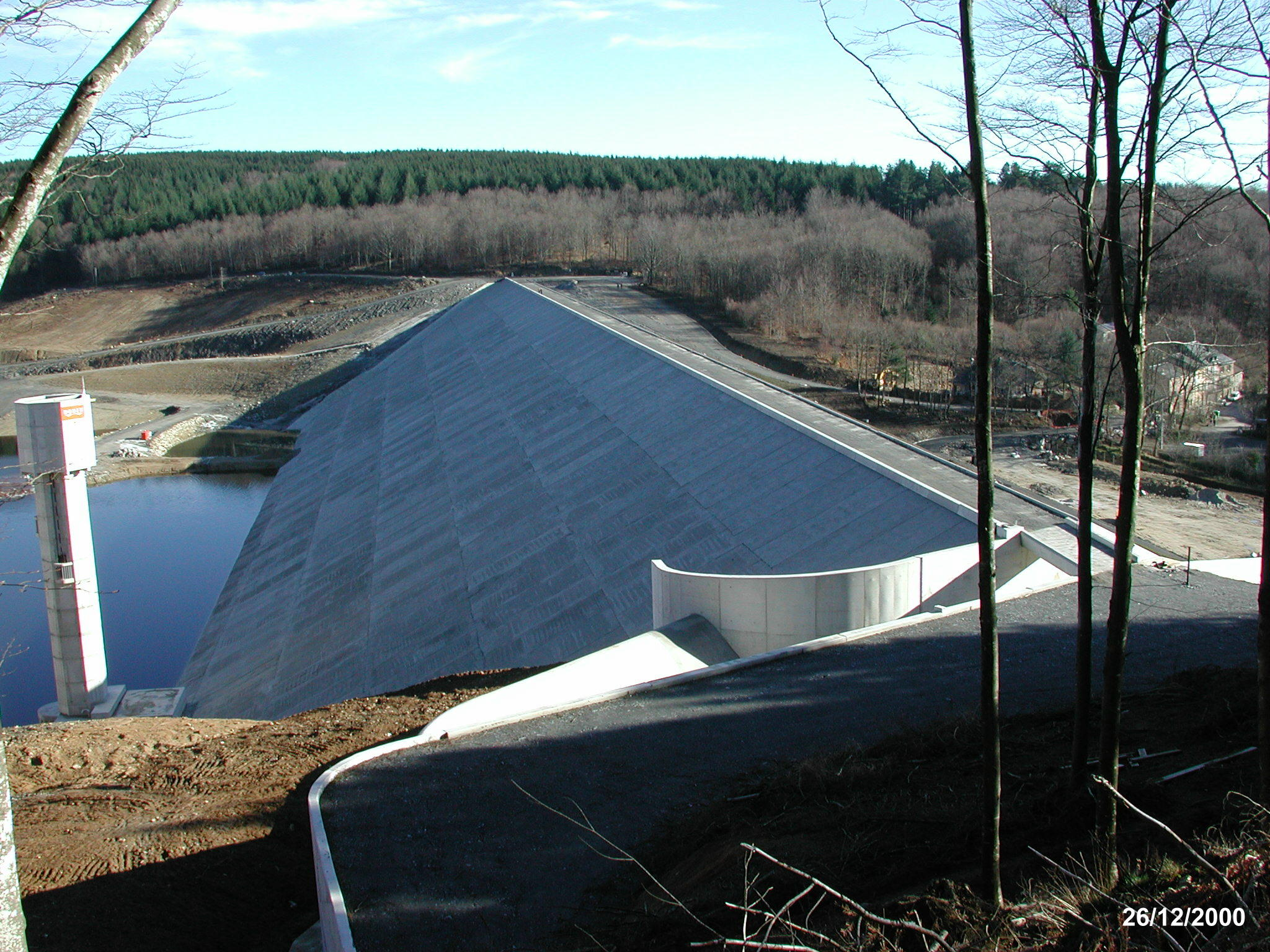
Le barrage
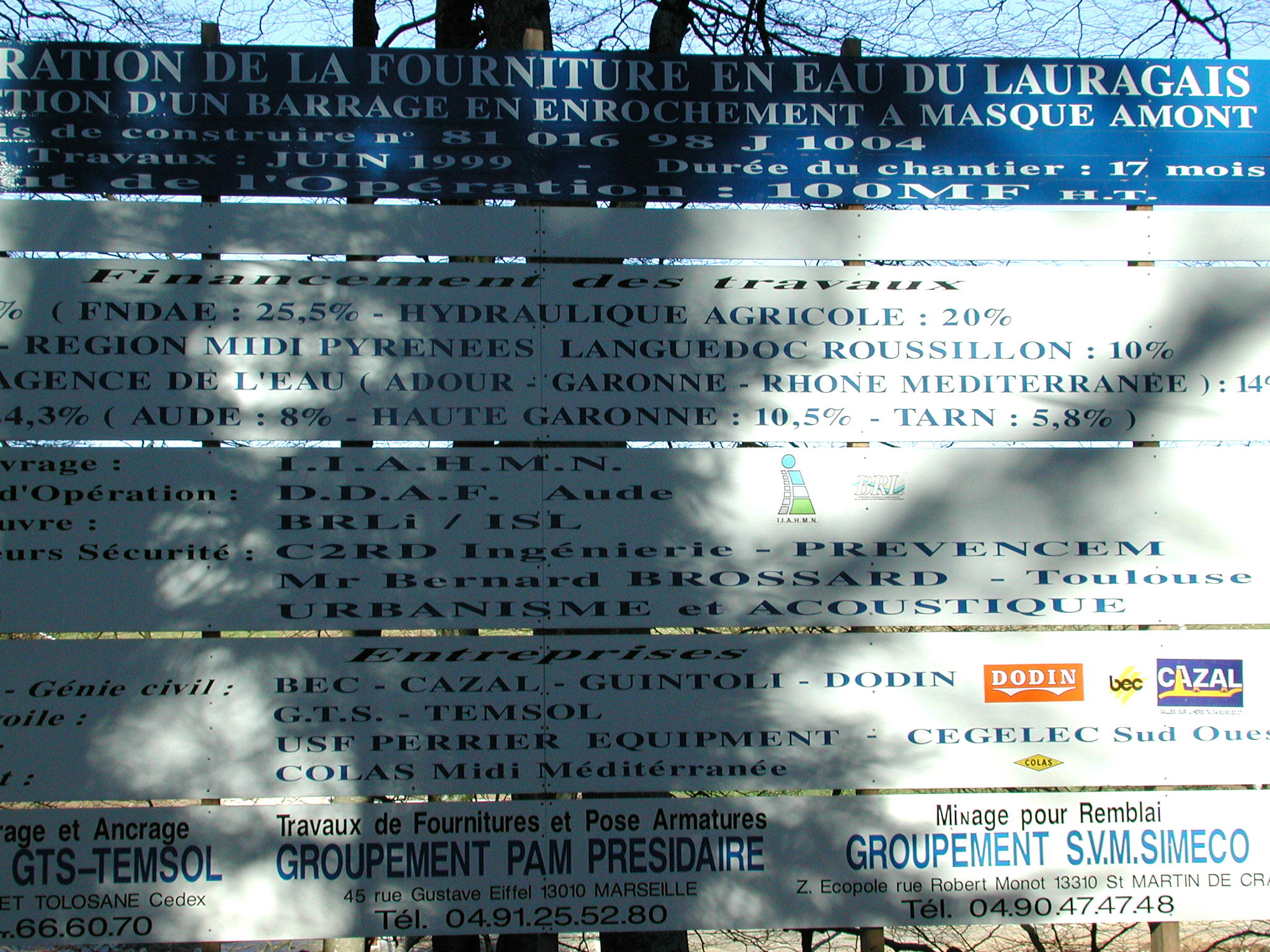
Panneau de chantier
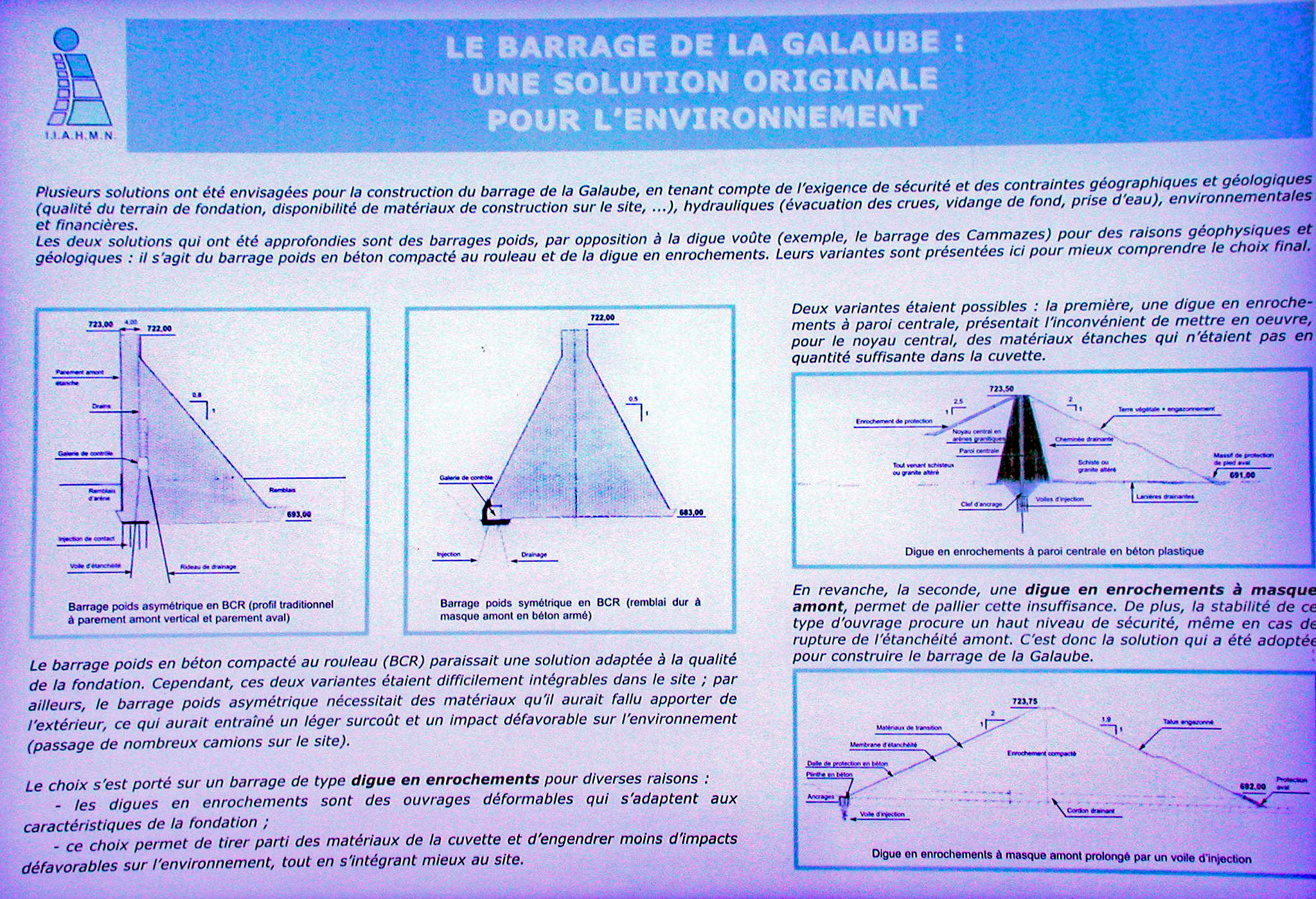
Panneau informatif